# Pinball

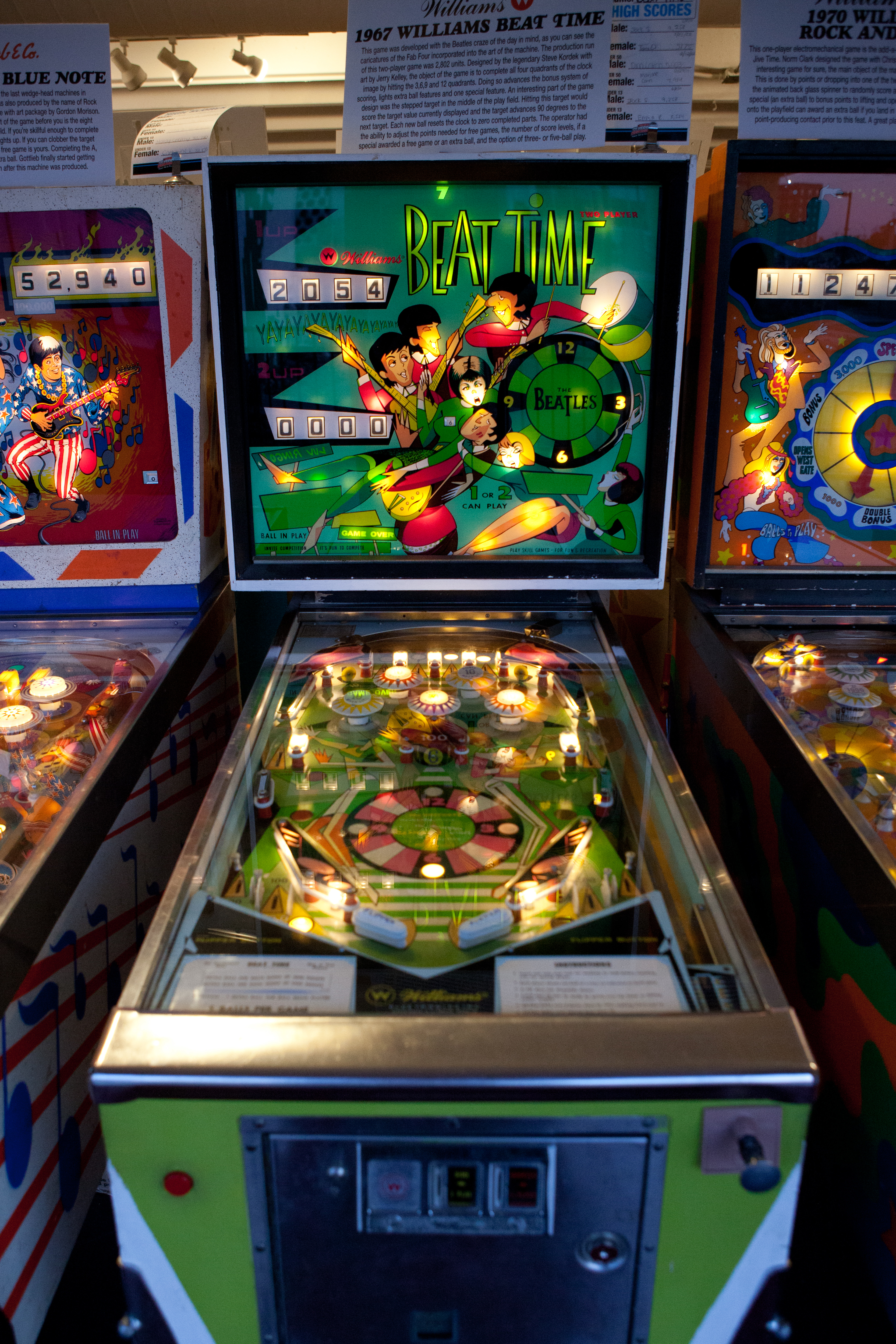
Pinballový automat značky WMS z roku 1967 odráží popularitu skupiny Beatles

Pinball nebo také flipper je hrací automat, který má podobu nízké podlouhlé skříně s průhledným víkem. Hráč posílá pomocí mechanického táhla na hrací plochu ocelové kuličky a odráží je pomocí dvojice páček zvaných flippery tak, aby zasahoval jednotlivé cíle umístěné na stole, které mají přiděleny různé bodové hodnoty (účelem hry je získat co nejvyšší skóre). Mezi flippery je mezera, pokud jí kulička propadne, vysílá se do hry nová. Hraje se do vyčerpání počtu kuliček (obvykle deset), v některých variantách může hráč za zvlášť zdařilý zásah obdržet do hry kuličku navíc. Na hracím poli bývají znázorněny různé motivy, inspirované sportem, populárními filmy a podobně. Pinbally jsou rozšířené v hernách, obvykle se uvádějí do chodu vhozením mince nebo žetonu. Hra cvičí postřeh a rychlé reakce; provozuje se převážně pro zábavu, v minulosti však existovaly i výherní pinbally.
Předchůdcem pinballu byla v 18. století stolní hra bagatelle, která se vyvinula z kulečníku. V roce 1937 byly přidány elektronicky řízené terče, tzv. bumpery, a v roce 1947 se objevily první flippery. Od roku 1983 se kromě mechanických pinballů prosazují i jejich počítačové simulace, které se dají hrát i on-line. Japonská varianta pinballu je známá jako pačinko: protože japonské zákony zakazují hrát o peníze, vítězové dostávají věcné ceny.
Pinball hraje klíčovou roli v rockové opeře Tommy od skupiny The Who, jejíž titulní hrdina zbohatne jako přeborník v této hře (skladba Pinball Wizard).
V americkém městě Alameda se nachází muzeum pinballu, které vystavuje přes osm stovek přístrojů.